# John Spike
John Thomas Spike (né le 8 octobre 1951 à New York) est un historien d’art, auteur et consultant américain, spécialiste de la Renaissance italienne et de la période baroque. Il est aussi un critique d’art contemporain reconnu et a été directeur de la Biennale de Florence. En 2007, Spike a été nommé professeur du master en histoire de l’art sacré de l’Université européenne de Rome et de l’Athenaeum pontifical, « Regina Apostolorum ». 

## Biographie
Spike a grandi à New York et à Tenafly, dans le New Jersey (États-Unis), où il était ami et dans la même classe que l’acteur Ed Harris au lycée de Tenafly. Son père était le révérend Robert Spike, une figure du mouvement des droits civiques dans les années 1960, et son frère est Paul Spike, qui est écrivain et a été le premier Américain à être nommé éditeur du magazine satirique britannique Punch. 
Après des études à l’université Wesleyenne, il a obtenu son doctorat en histoire de l’art à l’université Harvard en 1979. Sa thèse était la première étude complète de Mattia Preti (1613-1699), un important peintre de l’école de Caravaggio. Quelques années plus tard, il devint citoyen d’honneur de la ville de Taverna, lieu de naissance de Preti, en reconnaissance pour ses travaux sur Preti. 
En 2009, il vit à Florence (Italie) avec sa femme Michèle Kanh Spike, avocate et biographe de Matilda de Toscane, et a un fils, Nicholas.

## Historien de l’art
Pendant sa carrière, Spike a organisé des expositions d’art et donné des conférences dans d’importants musées dans le monde entier, dont le Pinacoteca Nazionale, Bologne ; la Galleria degli Uffizi et la Biblioteca Nazionale Centrale, Florence ; la Pierpont Morgan Library et le Metropolitan Museum of Art, New York ; le Musée du Louvre, Paris ; la Staatsgalerie Stuttgart, Stuttgart ; le musée national des Beaux-Arts, La Valette ; la National Gallery of Art, Washington. Il a aussi donné des conférences dans les Universités de Harvard, Yale et Princeton, ainsi que de Malte. Il est consultant permanent de deux musées italiens, le Museo Civico di Taverna et le Museo Civico di Urbania, ainsi que consultant du musée de la cathédrale de Mdina et du musée national des Beaux-Arts de La Valette, Malte[réf. nécessaire]. En 2006, Spike a aussi été nommé membre du conseil d’administration du musée d’art Muscarelle du College of William and Mary, Williamsburg, en Virginie.
Spike a publié deux livres sur la Renaissance florentine, Masaccio (Abbeville Press (http://www.abbeville.com/), 1996) et Fra Angelico (Abbeville Press, 1997), qui sont tous deux également disponibles en éditions françaises et italiennes. Fra Angelico a été nommé « Livre d’Art de l’année 1997 » par le journal Hearst aux États-Unis. Son Catalogue raisonné des peintures de Caravaggio a été publié en 2001 et réédité en 2003.
En addition de ses nombreux articles et critiques sur Caravaggio et Mattia Preti pour des journaux d’art, dont Treasures de Malte, Spike est membre permanent du comité de conseil de FMR et de Art and Antiques. Ses contributions à la culture et à l’histoire ont été reconnues en Italie par le Premio Anthurium en 1998, par la médaille annuelle de l’Académie des Beaux-Arts de Messina, en 2001, le Premio Anassilaos, en 2002, et il a été nommé homme de l’année par la Fondation Américaine de Toscane, en 2006. Actuellement[Quand ?], il travaille sur une nouvelle biographie de Michel-Ange.

## Critique d’art contemporain
Spike a écrit des articles pour des livres et des catalogues d’expositions de nombreux artistes contemporains, à New York et en Italie. Il est actuellement en train de rédiger le Catalogue raisonné de Richard Anuszkiewicz, le leader américain du mouvement Op Art. La contribution la plus notable de Spike à l’art contemporain a été sa contribution à la Biennale d’art contemporain de Florence, en Italie. Il a été membre du jury de l’exposition inaugurale en décembre 1997, et en a ensuite été directeur de 1998 à 2005, période durant laquelle Spike a organisé quatre éditions de la Biennale, la faisant devenir la plus grande exposition d’art contemporain dans le monde.
En 2005, Spike a également été le seul juré de la Biennale de Turku, en Finlande, ainsi que membre du jury de la Triennale indienne à New Delhi. Spike a aussi été choisi récemment pour organiser un archipel de sculptures à Turku en Finlande pour sa désignation de capitale européenne de la culture en 2011.